# Droga krajowa B289 (Niemcy)
Droga krajowa B289 (Bundesstraße 289) – niemiecka droga krajowa w Bawarii, przebiegająca przez:
- Lichtenfels
- Kulmbach – skrzyżowanie z B85
- Untersteinach – skrzyżowanie z drogą B303
- Marktleugast
- Münchberg – skrzyżowanie z B2 i dojazd do autostrady A9
- Weißdorf
- Rehau, gdzie kończy się na autostradzie A 93.